# Platyceroides thoracicus
Platyceroides thoracicus is een keversoort uit de familie vliegende herten (Lucanidae). De wetenschappelijke naam van de soort is voor het eerst geldig gepubliceerd in 1895 door Casey.